# Abdul Qadeer Khan
Dr. Abdul Qadeer Khan (født 1. april 1936, død 10. oktober 2021), kendt som A.Q. Khan, var en pakistansk atomfysiker. Han kaldes også "faderen af den pakistanske atombombe".
I januar 2004 indrømmede han at have været involveret i et internationalt netværk, der spredte viden om atomenergi fra Pakistan til Libyen, Iran og Nordkorea. Den 5. februar 2004 annoncerede Pakistans præsident General Pervez Musharraf, at han havde benådet Dr. Abdul Qadeer Khan. 